# Viktor Kolář

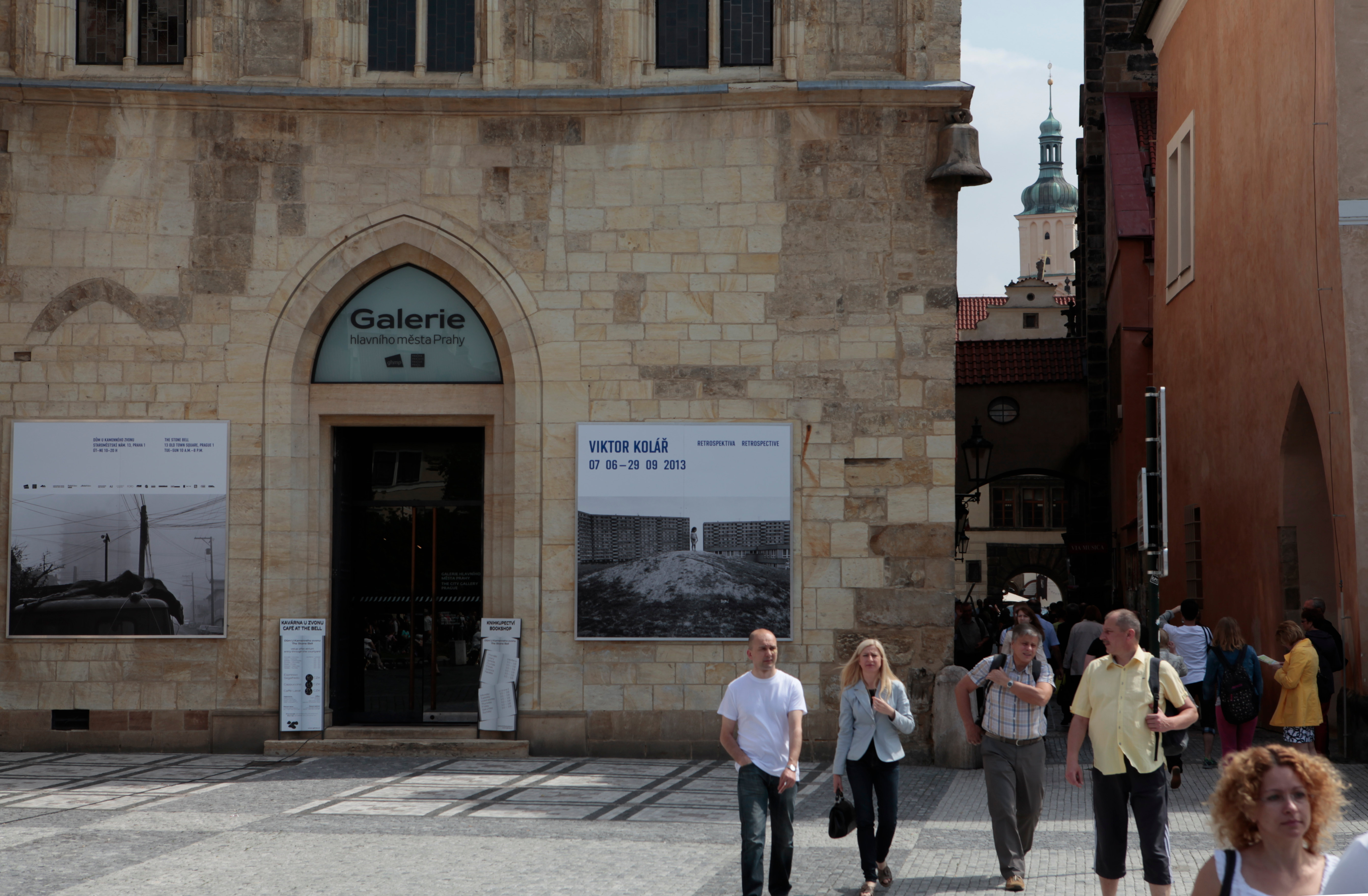
Viktor Kolář – Retrospektiva. Výstava v Domě u kamenného zvonu, Staroměstské nám. Praha, 2013

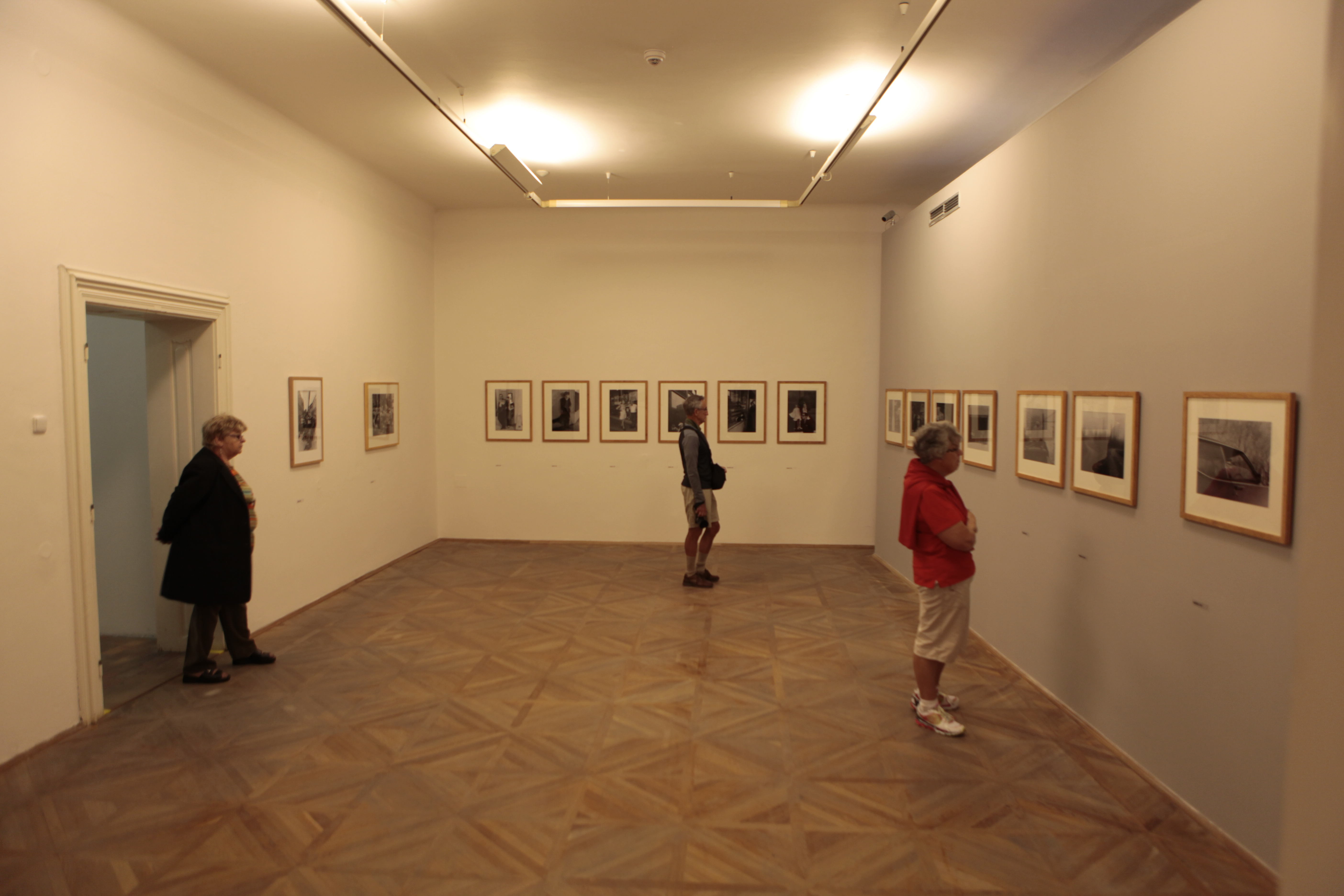
Viktor Kolář – Retrospektiva. Výstava v Domě u kamenného zvonu, Staroměstské nám. Praha, 2013

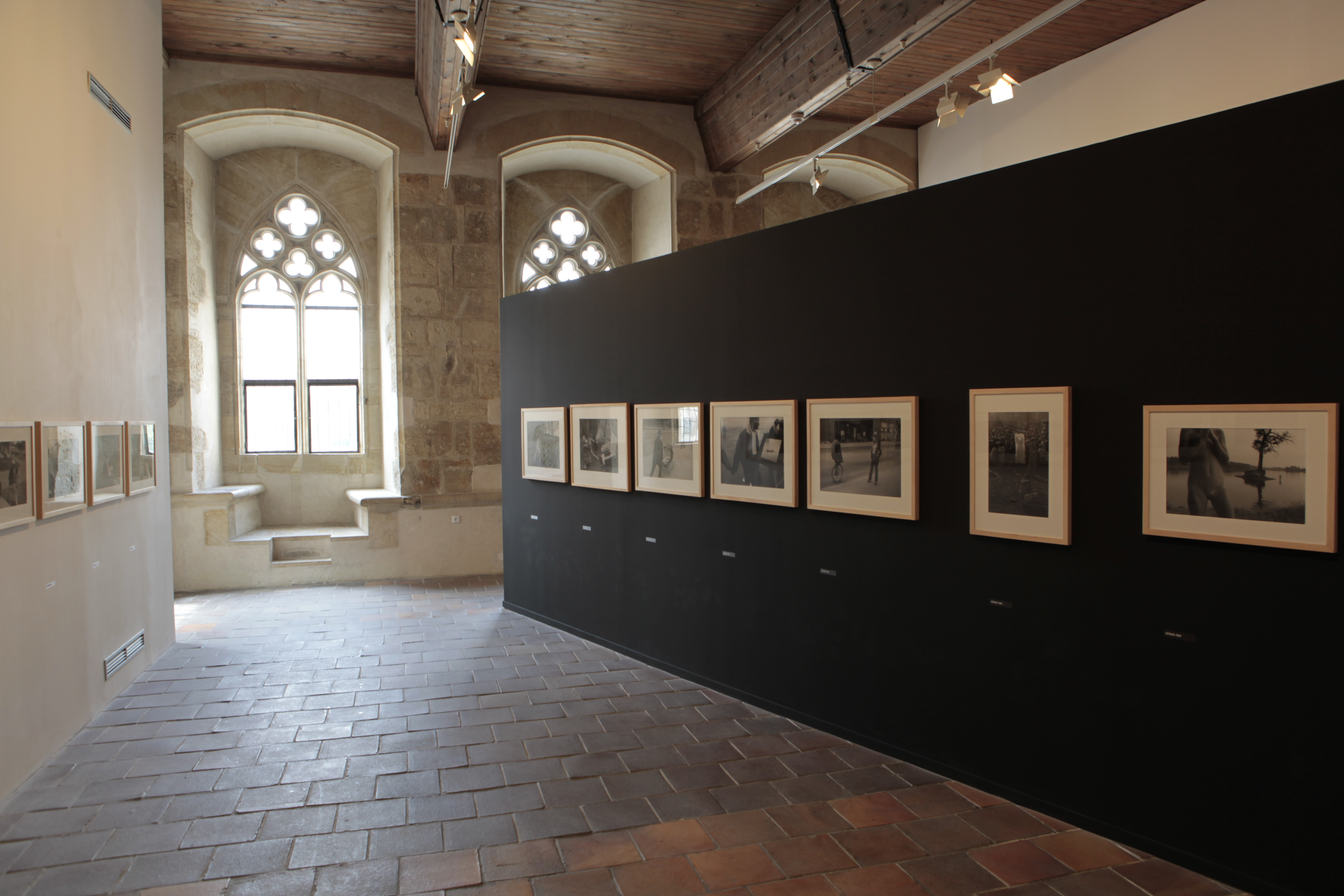
Viktor Kolář – Retrospektiva. Výstava v Domě u kamenného zvonu, Staroměstské nám. Praha, 2013

Viktor Kolář (* 7. září 1941 Ostrava) je český fotograf dokumentární tvorby. Od roku 1960 se jako jeden z mála fotografů soustavně věnuje jednomu tématu, svému rodišti – Ostravě.

## Život
Narodil se v Ostravě v roce 1941 v rodině majitele fotoateliéru a prodejny s fotografickými potřebami, což byla jedna z důležitých skutečností, která ho přivedla k fotografování. Po komunistickém převratu v únoru 1948 otci (Viktor Kolář st., 1898 Sviadnov – 1971 Ostrava) obchod zabavili a rodina se šesti dětmi žila ve velmi stísněných podmínkách. Fotografování průmyslové krajiny Ostravy bylo pro Koláře možností, jak z tohoto prostředí uniknout.
Studoval Pedagogický institut v Ostravě, v roce 1964 zahájil svoji pedagogickou dráhu na základní škole v Ostravě a absolvoval svou první autorskou výstavu. K jeho nejznámějším fotografiím patří situační fotografie cestujících ve vlakovém kupé z roku 1968. V roce 1968 odešel do Kanady, kde pracoval jako pomocník při těžbě molybdenu a v niklových hutích v Manitobě. Poté se dostal do fotografických laboratoří v Torontu. Díky uměleckým stipendiím nasnímal soubory zachycující nákupní centra v Montrealu, kde také posléze uspořádal v Optical Gallery výstavu. V roce 1973 se však přes Paříž a Londýn vrátil zpět do Ostravy, která se v té době nacházela v hluboké normalizaci. Byl proto vyslýchán policií a následně pracoval jako dělník v Nové Huti (tehdy Klementa Gottwalda) a poté v letech 1975–1984 jako jevištní technik Divadla Petra Bezruče. V té době se oženil s jevištní výtvarnicí Martou Roszkopfovou.
Především se ale dále ve svém volném čase zabýval fotografováním a v tomto období vytvořil svá nejsilnější díla. Teprve od roku 1985 se mohl opět věnovat fotografii ve svobodném povolání. V roce 1991 získal cenu Nadace Mother Jones v San Francisku. V roce 1994 začal vyučovat fotografický dokument na FAMU v Praze, kde se v roce 2000 habilitoval na docenta a v roce 2006 byl jmenován profesorem pro obor fotografie. Ve spolupráci s básníkem Jaroslavem Žilou vydal knihu Ostrava – obležené město. Ostravský magistrát však s jejím vyzněním a obsahem nesouhlasil, a proto byla kniha stažena.
Roku 2010 byl zvolen Osobností české fotografie.
Díky Kolářovu unikátnímu souboru fotografií z Ostravy mohou ti, kteří v tomto regionu nežijí, hluboko nahlížet do života obyčejných lidí a vidět život takový, jaký zde doopravdy je. Bez nadsázky zobrazuje konfrontaci místních obyvatel s každodenní realitou, která často není příliš radostná. Z autorových fotografií je cítit jeho láska k rodnému městu a lidem. Sám autor si ale v rozhovoru z roku 2016 posteskl, že normální situace už nelze fotografovat, protože využíváním mobilních telefonů lidé ztrácejí přirozenost.

## Samostatné výstavy
- 1964 – Fotografie Viktora Koláře. Černá louka, Ostrava.
- 1973 – Viktor Kolar's Czech Eye. Optica Gallery, Montreal.
- 1976 – Člověk mezi lidmi. Fotochema, Ostrava.
- 1978 – Ostrava. Fotochema, Ostrava.
- 1981 – Ostrava – fotografie 1968–1980. Dům umění města Brna, Brno.
- 1981 – Novosvětská setkání. Galerie pod Podloubím, Olomouc.
- 1981 – Ostrava. Malá výstavní síň, Liberec.
- 1981 – Novosvětská setkání. Galéria F, Banská Bystrica.
- 1981 – Ostrava. Ústav makromolekulární chemie ČSAV, Praha.
- 1981 – Novosvětská setkání. Fotochema, Ostrava.
- 1981 – Ostrava. Canon Gallery, Amsterdam.
- 1981 – Viktor Kolář. Fotografijos Galeria, Kaunas.
- 1981 – Viktor Kolář – fotografie. Muzeum Stillonu, Gorzów.
- 1987 – Viktor Kolář – fotografie. Realistické divadlo, Praha.
- 1988 – 13 let. Galerie 4, Cheb.
- 1991 – Viktor Kolář. Pražský dům fotografie, Praha.
- 1991 – Viktor Kolář. Robert Koch Gallery, San Francisco.
- 1991 – Viktor Kolář – Schwarzes Ostrava. Palais Jalta, Frankfurt am Main.
- 1992 – Baník Ostrava. Museum Hoesch, Dortmund.
- 1993 – Nevinné oko. Městské muzeum, Ostrava.
- 1993 – Baník Ostrava. Rheinisches Industriemuseum, Engelskirchen.
- 1994 – Viktor Kolář. Slovenský rozhlas, Bratislava.
- 1995 – Viktor Kolář – 40 fotografií. Americké kulturní a obchodní centrum, Praha.
- 1996 – Kolářovy ostravské fotografie. Dům umění města Brna, Brno.
- 1996 – Viktor Kolář. Slezské muzeum, Opava.
- 1996 – Viktor Kolář. Toldkammeret, Elsinor.
- 1996 – Viktor Kolář – fotografie. Biennale of International Photography, Skopelos.
- 1997 – Viktor Kolář – Ostrava. The Photographic Center, Athens.
- 1997 – Viktor Kolář (1967–77). Galerie Václava Špály, Praha.
- 1998 – Viktor Kolář – fotografie. Musée de l'Élysée, Lausanne.
- 1999 – Viktor Kolář. České centrum, Berlin.
- 1999 – Viktor Kolář. Ostrava 1963–1999. Galerie výtvarného umění v Ostravě, Ostrava.
- 2002 – Viktor Kolář Photographs – Czech Photography II. Leica Gallery, New York City.
- 2002 – Malá Strana (Praha) photographs of Viktor Kolář. Blue Sky Gallery, Portland, Oregon.
- 2003 – Naostro (50 fotografií Viktora Koláře 1989–2003). Muzeum Boskovicka, Boskovice.
- 2007 – Viktor Kolar Photographs. Museum – The World of Glass, St. Helens, UK.
- 2008 – Město budoucnosti. Galerie u Rytíře, Liberec.
- 2009 – Retrospektywa/Retrospective of VK. Gallery A. Starmach, Kraków.

## Vybrané publikace
- D. Mrázková: Viktor Kolář, Profil, Ostrava 1986
- Viktor Kolář: Baník Ostrava, Ex posé, Berlín 1986
- Viktor Kolář: Malá Strana, Kocher & Kocher, Praha 1993
- V. Kolář; J.Žila: Ostrava – obležené město, SFINGA, Ostrava 1995. ISBN 80-7188-016-7
- J. Cieslar: Viktor Kolář, TORST, Praha 2002. ISBN 80-7215-159-2